# Loyset Compère
Loyset Compère (ur. ok. 1450 w hrabstwie Hainaut, zm. 16 sierpnia 1518 w Saint-Quentin) – franko-flamandzki kompozytor.

## Życiorys
Dane biograficzne na jego temat są skąpe. Urodził się na terenie hrabstwa Hainaut, jego rodzina według informacji zapisanej w kronice Jeana Molineta wywodziła się z Saint-Omer. Przypuszczalnie pobierał nauki w Saint-Quentin, gdzie był członkiem chóru chłopięcego. Od 1474 do 1475 roku był śpiewakiem na dworze księcia Galeazzo Marii Sforzy w Mediolanie, gdzie zapisano go w księgach rachunkowych pod imieniem Aluyseto. Kolejna informacja na jego temat pochodzi z 1486 roku, kiedy to poświadczony jest jako śpiewak w kapeli króla Francji Karola VIII. Wiadomo, że towarzyszył monarsze podczas inwazji na Italię w 1494 roku. Pod koniec życia zajmował stanowiska kościelne. W latach 1498–1500 przebywał w Cambrai, a od 1500 roku w Douai. Przed śmiercią piastował stanowisko kanonika przy kościele kolegiackim w Saint-Quentin, gdzie został pochowany.

## Twórczość

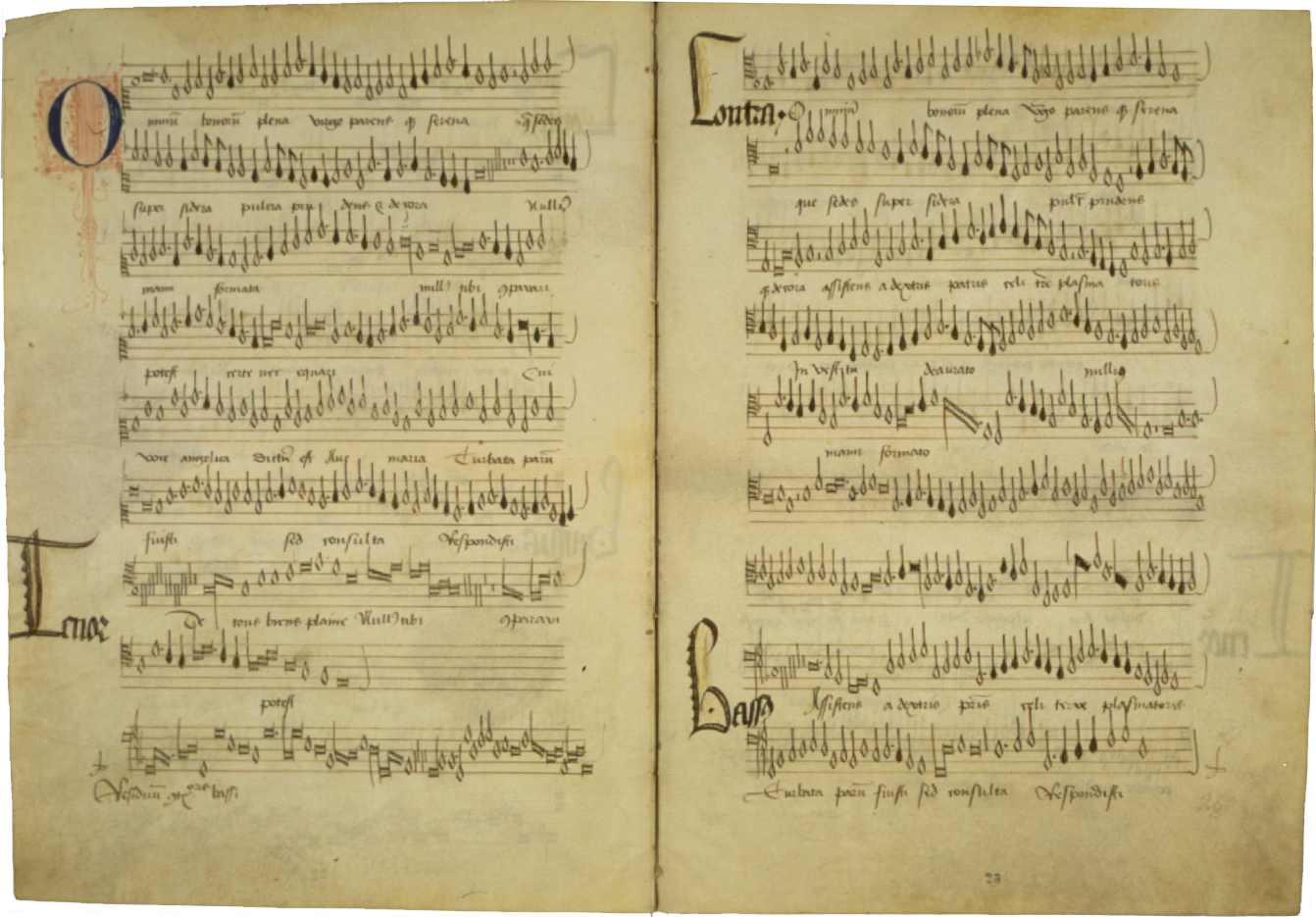
Rękopis motetu Omnium bonorum plena

Za życia cieszył się wielkim uznaniem, o czym świadczy treść epitafium na płycie nagrobnej oraz liczne wzmianki w dziełach współczesnych. Wspomina go Franchinus Gaffurius w traktacie Practica musicae (1496), Guillaume Crétin w lamencie na śmierć Ockeghema, Eloy d’Amerval w Le livre de la deablerie (1508), a także François Rabelais w prologu do IV księgi Gargantui i Pantagruela. Compère utrzymywał znajomość ze słynnymi poetami i pisarzami epoki, m.in.: Jeanem Molinetem, Jeanem Lemaire de Belges i księciem Jeanem II de Bourbon, których teksty wykorzystywał później w swojej twórczości pieśniarskiej. Jego utwory cieszyły się dużą popularnością i zachowały się w licznych odpisach i drukach.
Napisał dwie msze 4-głosowe (L’homme armé i Allez regretz), 4-głosowe części mszalne (Kyrie, Gloria, Credo, Credo „Mon père”, Sanctus), trzy cykle motetów mszalnych (Missa Ave Domine Jesu Christe na 4 lub 5 głosów, Missa Hodie nobis de Virgine na 4 głosy i Missa Galeazesca na 5 głosów), 25 motetów na 3–5 głosów, 5 chansons motetowych 3-głosowych, 52 chansons 3–4-głosowych, dwie frottole 4-głosowe.
Najważniejszą część twórczości Compère’a stanowią chansons, w swojej epoce cieszące się wielką popularnością. Kilkanaście z nich wydał drukiem w 1501 roku w zbiorze Harmonice Musices Odhecaton Ottaviano Petrucci. Na przykładzie chansons widoczna jest stopniowa ewolucja stylistyczna Compère’a. Starsze, 3-głosowe chansons kontynuują tradycje szkoły burgundzkiej, z wykorzystaniem techniki cantus firmus; w nowszych 4-głosowych zaznacza się silny wpływ włoskiej frottoli, cechujący się prostym tekstem i homofoniczną fakturą.